# Estadio Borregos
Estadio Borregos, vanwege sponsoring ook wel Estadio Banorte genoemd, is een multifunctioneel stadion in Monterrey, Mexico. Het is het thuisstadion van het American footballteam Borregos Salvajes Monterrey van de ONEFA en het professionele American footballteam Fundidores de Monterrey van de Liga de Fútbol Americano Profesional. Het stadion werd in april 2019 geopend en biedt plaats aan 10.057 toeschouwers. Voor concerten kunnen er circa 21.000 toeschouwers in het stadion.
Na de sloop van het Estadio Tecnológico in 2017, nadat het belangrijkste team, CF Monterrey, naar het Estadio BBVA was verhuisd, besloot het Monterrey Institute of Technology and Higher Education (ITESM), eigenaar en exploitant van het stadion, een nieuw stadion te bouwen met een kleinere capaciteit voor de American football- en voetbalteams. 
Het stadion werd in 2017 gebouwd en op 30 april 2019 geopend.  

## Concerten
Het stadion verwelkomde in september 2022 Dua Lipa's Future Nostalgia Tour  en in januari 2023 van Muse 's Will of the People World Tour. Ook Imagine Dragons, Ricky Martin en Linkin Park traden al op in het stadion. 